# Narkoza azotowa
Narkoza azotowa (ang. nitrogen narcosis) – zaburzenia psychofizyczne wywołane narkotycznym działaniem azotu na większych głębokościach podczas nurkowania. Narkotyczne właściwości azotu ujawniają się przy wzroście ciśnienia parcjalnego tego gazu. Ogólnie przyjęto granicę 30 metrów jako głębokość, po której przekroczeniu ryzyko narkozy azotowej wyraźnie wzrasta - ciśnienie parcjalne azotu w powietrzu na tej głębokości wynosi 3,12 ATA. Pomimo iż mniejsze głębokości mają raczej znaczenie marginalne przy występowaniu narkozy azotowej, w zależności od predyspozycji organizmu nurka obserwowano jej występowanie u pojedynczych osób na mniejszych głębokościach. Stan narkozy azotowej jest podobny objawowo do stanu upojenia alkoholowego. Na mniejszych głębokościach jest to euforia oraz nadmierna pewność siebie, głębiej objawia się to zaburzeniami koordynacji ruchów, co może prowadzić do śmierci. Osoby pod wpływem narkozy azotowej charakteryzują się zanikami pamięci oraz mniejszą sprawnością umysłową, np. przy obliczeniach.
Prawo Martini mówi, że każde 10 metrów głębiej zaczynając od 20 metrów poniżej lustra wody odpowiada wypiciu jednego martini. Jest stwierdzeniem potocznym i w żadnym wypadku nie określa możliwości nurka, które zależą od cech indywidualnych, a także są zmienne w stosunku do danej osoby w czasie. Nie powinna pod żadnym pozorem być stosowana jako reguła bezpieczeństwa.
Niekiedy narkoza azotowa wywołuje zamiast euforii panikę i przez to może stać się przyczyną wypadku nurkowego.
Ze względu na objawy, jakie wywołuje narkoza azotowa nazywana jest również „ekstazą głębin”.

## Biochemiczne podstawy narkozy azotowej
Azot zależnie od ciśnienia parcjalnego może rozpuszczać się w błonie komórkowej w większym lub mniejszym stopniu. Rozpuszczając się tam zaburza lipidową strukturę błony. Utrudnia to znacznie przesyłanie impulsów nerwowych w komórkach zmielinizowanych i daje powyższe efekty.